# Potentilla fragarioides
Potentilla fragarioides Maxim. (1859), es una especie de planta herbácea perenne de la familia Rosaceae.

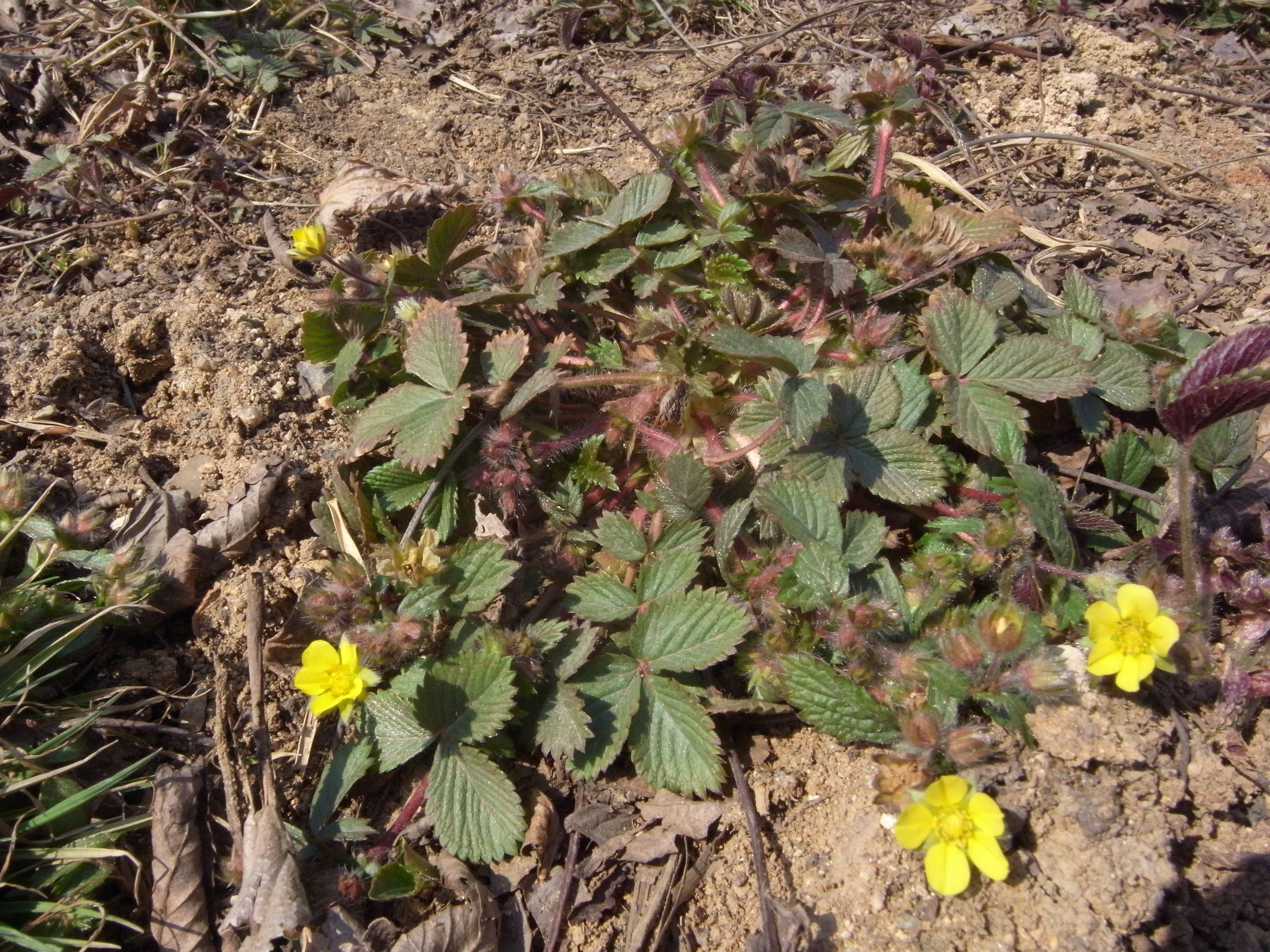
En su hábitat

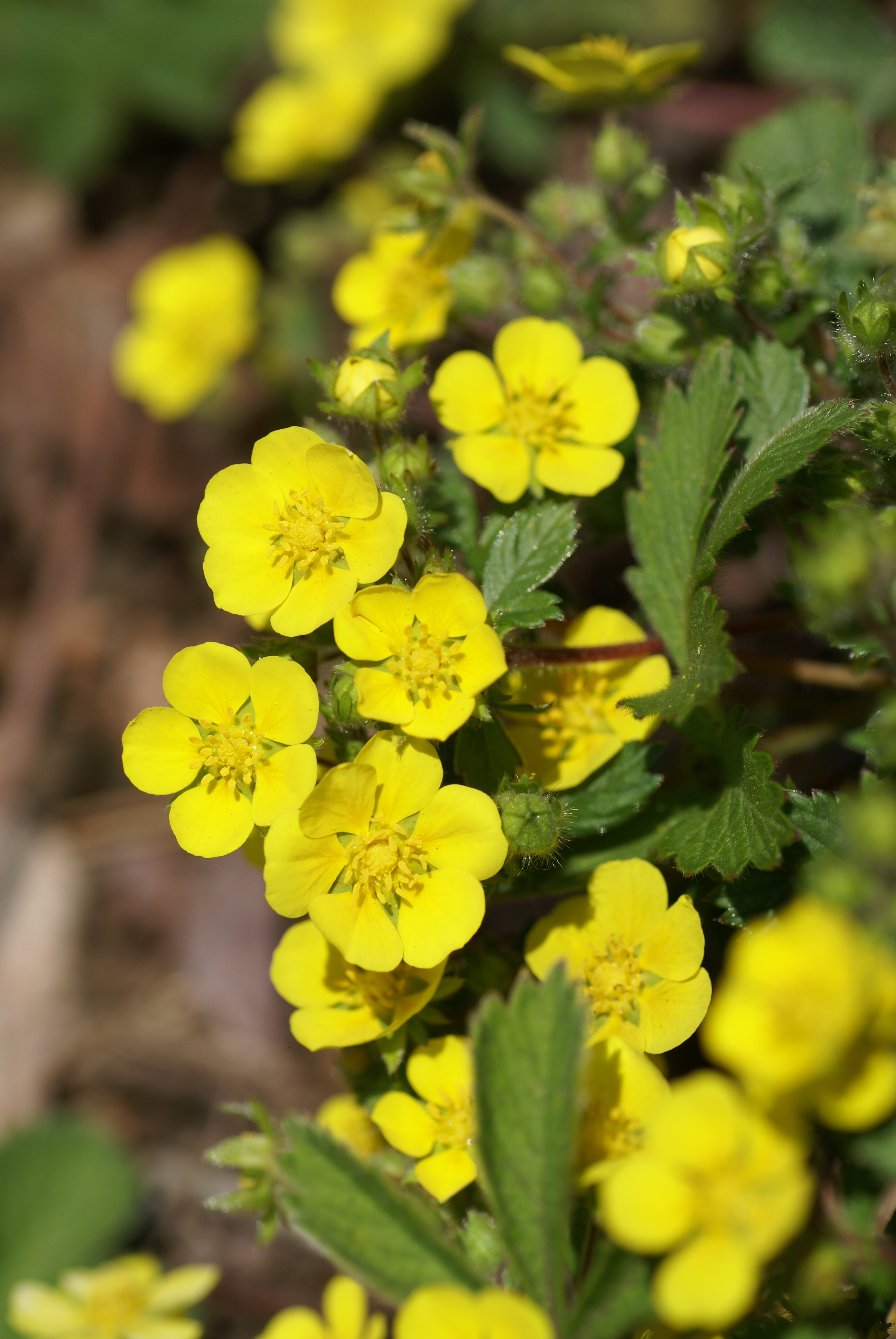
Flores

## Distribución
Es natural de Asia principalmente en China, Japón, Corea, Mongolia y Siberia.

## Descripción
La altura del tallo alcanza los 5-30 cm de altura.  Las hojas son impares pinnadas compuestas con 5 - 7 folíolos, 3-9 raramente. Las hojas en forma de óvalo tiene el borde serrado. La flor es de color amarillo. Los pétalos son cinco piezas de 6-12mm de longitud.  La fruta es un aquenio ovalado.

## Propiedades
Los tallos se usan como hemostático en la Medicina tradicional china.
- La D-catequina (D-catechin, en inglés) se ha aislado como principio activo, siendo usado para prevenir la hemorragia vaginal.

## Taxonomía
Potentilla fragarioides fue descrita por Carlos Linneo y publicado en Species Plantarum 1: 496. 1753.
Etimología
Potentílla: nombre genérico que deriva del latín postclásico potentilla, -ae de potens, -entis, potente, poderoso, que tiene poder; latín -illa, -illae, sufijo de diminutivo–. Alude a las poderosas presuntas propiedades tónicas y astringentes de esta planta. 
fragarioides: epíteto latíno que significa "como Fragaria".
Sinonimia
- Potentilla fragarioides var. major Maxim.
- Potentilla fragarioides var. sprengeliana (Lehm.) Maxim.
- Potentilla fragarioides var. typica Maxim.
- Potentilla leschenaultiana var. concolor auct.
- Potentilla palczewskii Juz.
- Potentilla sprengeliana Lehm.[2]